# NEXUS (fusée)

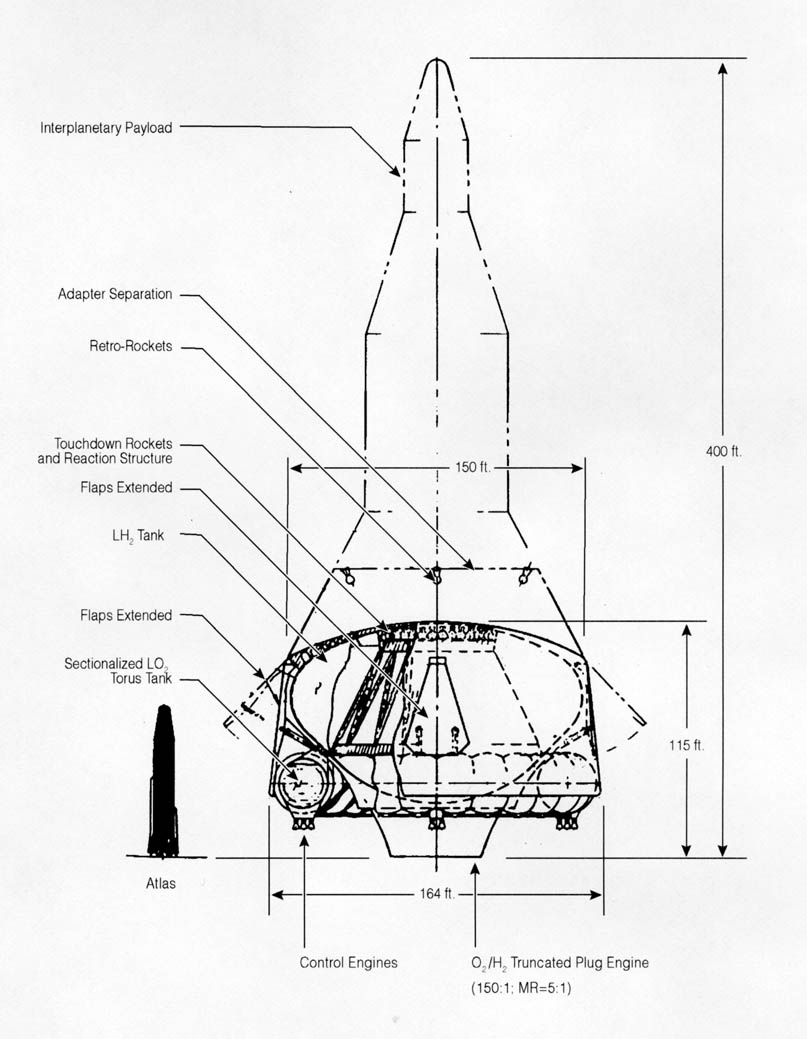
Concept de lanceur lourd NEXUS. Moteur hydrolox à tuyère en cloche tronquée. Un missile balistique Atlas en bas à gauche donne l’échelle.

La NEXUS est un concept de fusée réutilisable conçu dans les années 1960 par un groupe de General Dynamics dirigé par Krafft Arnold Ehricke. Il était destiné à représenter une avancée majeure après le Saturn V, avec une capacité d’emport jusqu’à huit fois supérieure. Plusieurs versions furent étudiées, incluant des véhicules de 12 000 et 24 000 tonnes courtes, avec des charges utiles respectives de 1 000 et 2 000 tonnes courtes. La version la plus grande avait un diamètre de 202 pieds (61,5 mètres),. Elle ne fut jamais construite.
Il s’agissait d’un véhicule mono-étage en orbite entièrement récupérable, prévu pour amerrir avec des parachutes pour ralentir sa descente, puis des rétrofusées (placées au sommet).